# Convento de Santo Domingo (Gerona)
El convento de Santo Domingo (en catalán: convent de Sant Domènec) fue fundado en 1253 en la ciudad de Gerona (Cataluña, España) por el obispo Berenguer de Castellbisbal para la orden dominicana.

## Descripción

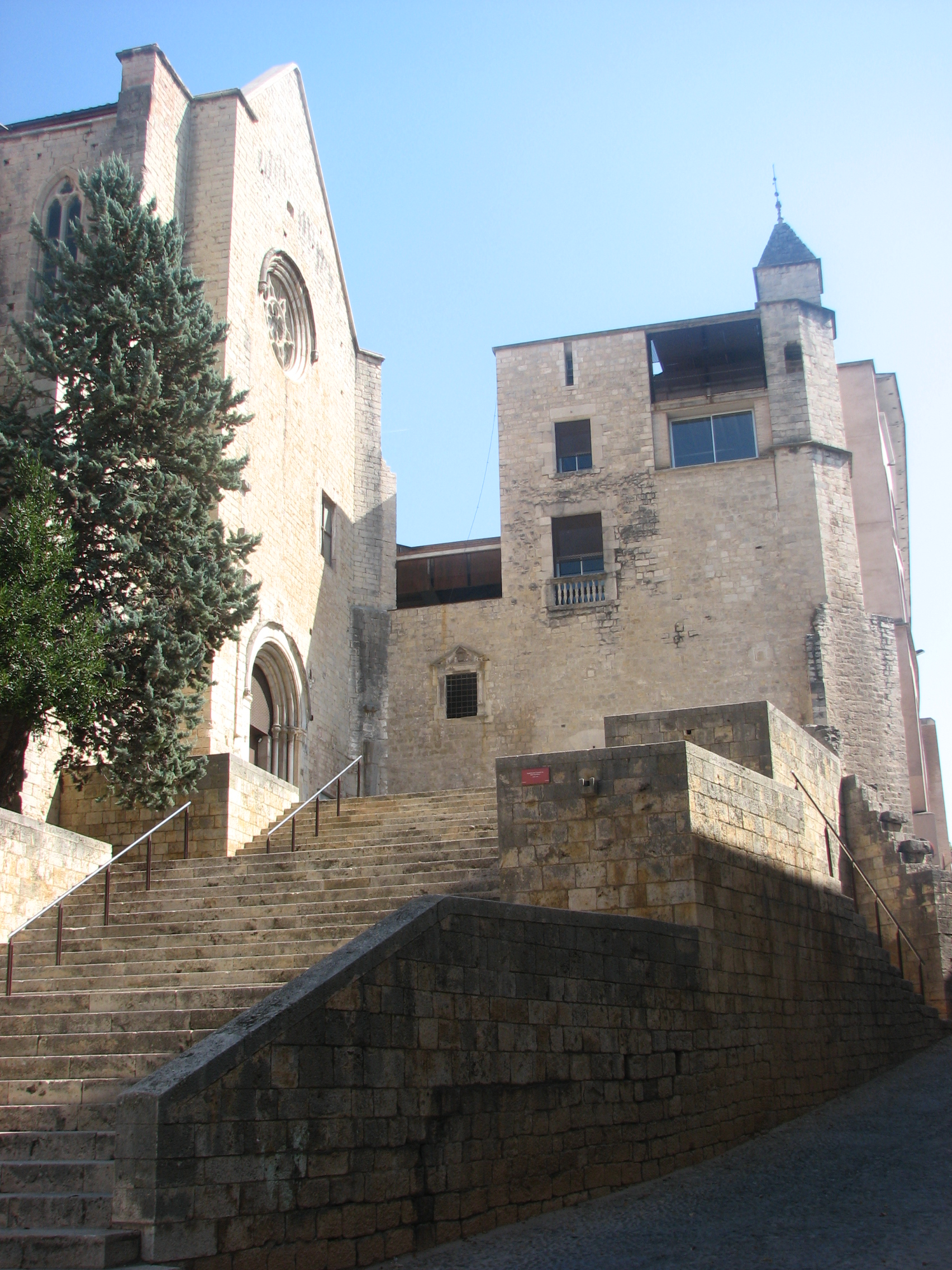
Convento de San Domingo

Es un conjunto monumental formado por dos claustros, el convento propiamente dicho, y una iglesia dedicada a la Anunciación de María, de estilo gótico catalán primitivo, que comenzó a construirse en 1254 y se consagró en 1339. Se encuentra en la parte oriental de la ciudad. Consta de una única nave cubierta con seis tramos de bóvedas de crucería, iluminada por ventanas altas y estrechas, y con capillas entre los contrafuertes. Durante el siglo XVII la iglesia fue redecorada y se construyeron nuevas capillas en estilo barroco. La parte conventual ocupa el sur de la iglesia y se organiza en torno a dos claustros; el más cercano a la iglesia, de finales del siglo XIII y comienzos del XIV, representa una transición entre la arquitectura románica y la gótica.
En el convento residió el inquisidor Nicolau Eimeric, y aquí se conservó su obra manuscrita. Entre otros muchos religiosos de importancia hijos de este convento, se destacan dos que han sido llevados a los altares: el Beato Dalmacio o Dalmau Moner en el siglo XIV y San Francisco Coll en el siglo XIX.
Se vio muy afectado por el sitio de Gerona (1809), y posteriormente por la exclaustración y desamortización (1822 y 1835 -en ese año contaba con doce frailes-). Desde 1827 el convento venía siendo usado como cuartel.
El 8 de julio de 1985 fue declarado monumento histórico-artístico nacional.
Actualmente (2013) es la sede de la Facultad de Letras de la Universidad de Gerona.